# Tenis stołowy na Igrzyskach Frankofońskich 2009
Tenis stołowy na Igrzyskach Frankofońskich 2009 został rozegrany w dniach 28 września-4 października 2009 r. w Bejrucie. Wystartowało 54 zawodników (28 mężczyzn i 26 kobiet). Tabelę medalową wygrała reprezentacja Kanady, która zdobyła dwa złote medale w tej dyscyplinie sportowej. 

## Medaliści
| Konkurencja             |                |                    |                                       |
| ----------------------- | -------------- | ------------------ | ------------------------------------- |
| Gra pojedyncza mężczyzn | Đoàn Kiến Quốc | Ahmed Ali Saleh    | Nicolas Mohler Suraju Saka            |
| Gra pojedyncza kobiet   | Zhang Mo       | Mai Hoàng Mỹ Trang | Audrey Mattenet Cristina Alina Hirici |
| Gra podwójna mieszana   | Rumunia        | Kanada             | Francja · Francuska Wspólnota Belgii  |
| Drużynowo               | Kanada         | Wietnam            | Szwajcaria · Francja                  |

## Tabela medalowa
| Poz. | Państwo                    |   |   |   | Łącznie |
| ---- | -------------------------- | - | - | - | ------- |
| 1    | Kanada                     | 2 | 1 | 0 | 3       |
| 2    | Wietnam                    | 1 | 2 | 0 | 3       |
| 3    | Rumunia                    | 1 | 0 | 1 | 2       |
| 4    | Egipt                      | 0 | 1 | 0 | 1       |
| 5    | Francja                    | 0 | 0 | 3 | 3       |
| 6    | Szwajcaria                 | 0 | 0 | 2 | 2       |
| 7    | Kongo                      | 0 | 0 | 1 | 1       |
| 8    | Francuska Wspólnota Belgii | 0 | 0 | 1 | 1       |
|      | Łącznie                    | 4 | 4 | 8 | 16      |